# ایچا
ایچا (به لاتین: Icha) یک رود در روسیه است که در استان نووسیبیرسک واقع شده‌است.